# 710
Évszázadok: 7. század – 8. század – 9. század
Évtizedek: 660-as évek – 670-es évek – 680-as évek – 690-es évek – 700-as évek – 710-es évek – 720-as évek – 730-as évek – 740-es évek – 750-es évek – 760-as évek
Évek: 705 – 706 – 707 – 708 –  709 – 710 – 711 – 712 – 713 – 714 – 715

## Események

### Európa
- II. Iusztinianosz bizánci császár magához rendeli Constantinus pápát, hogy szorgalmazza a trullói zsinat határozatainak elfogadását. A Konstantinápolyba érkező egyházfőt nagy tiszteletadással fogadja és megerősíti Róma püspökének kiváltságait. A pápa a következő év októberéig marad a városban és ezután több mint 1200 évig (1967-ig, amikor VI. Pál Isztambulba látogatott) nem utazik katolikus egyházfő Konstantinápolyba.
- A krími Kheroszonészosz kazár segítséggel fellázad a császár ellen. Iusztinianosz Sztéphanosz patrikioszt küldi ellenük, aki elfoglalja a várost, majd visszaindul Konstantinápolyba, de útközben a flotta viharba keveredik és sok hajóját elveszíti. Ennek hallatán Kherszonészosz ismét fellázad.
- A Vizigót Királyságban egy főúri csoport Roderic vezetésével erőszakkal átveszi a hatalmat, Wittiza királyt pedig meggyilkolják (egy másik értelmezés szerint Wittiza természetes halált halt és Roderic ezután kaparintotta meg a trónt). Roderic uralma csak a királyság délnyugati részére terjed ki, északkeleten II. Achila jut hatalomra.
- A legenda szerint Julianus ceutai kormányzó lánya, Florinda la Cava udvarhölgy volt Roderic udvarában, akit a király teherbe ejtett. Julianus bosszúból felajánlja Tárik ibn Zijád tangeri kormányzónak, hogy közösen támadják meg Rodericet. Egy kisebb arab csapatot maga kalauzol át az ibériai partra és felszabadítókként mutatja be őket az ottani keresztényeknek.
- Ine wessexi király hadjáratot indít a kelta Dumnonia (a mai Devon és Cornwall Angliában) ellen és megöli annak királyát, Geraintot.

### Omajjád Kalifátus
- I. Szálid ibn Manszúr a mai Észak-Marokkóban megalapítja a Nekori Emirátust.
- I. al-Valíd kalifa Mekkába zarándokol (ez az egyetlen alkalom uralkodása alatt, hogy elhagyja Szíriát).

### Távol-Kelet
- Tang Csung-cung kínai császár feleségül adja unokatestvére lányát, Csincseng hercegnőt a 7 éves Mé Agcom tibeti császárhoz.
- Csung-cung visszautasítja felesége, Vej császárné javaslatát, hogy 26 éves lányukat, Li Kuo-ert nevezze ki trónörökösnek. Amikor kiderült, hogy Vej több udvaronccal is viszonyt tart fenn, Vej és Li Kuo-er megmérgezik Csung-cungot. Vej császárnői babérokra tör (akárcsak anyósa, Vu Cö-tien korábban), de egyelőre Csung-cung 15 éves fiát, Li Csung-maót ülteti a trónra, ő pedig régensként kormányoz.
- A volt császár Tang Zsuj-cung (akit anyja, Vu Cö-tien állított félre 690-ben) fia, Li Lung-csi egy palotaforradalomban meggyilkolja Vej császárnét, Li Kuo-ert és pártjának prominens tagjait. Ezt követően ismét apja kerül a császári trónra.
- Japánban Genmei császárnő Heidzsó-kjói (ma Nara) palotájába költözteti át az udvart. Ezzel véget ér a japán történelem Aszuka-korszaka és megkezdődik a Nara-kor.

## Születések
- Fulrad, frank apát és szent
- Leoba, angolszász apáca és szent
- Lullus, mainzi érsek
- Walpurga, angolszász apáca és szent

## Halálozások
- március 27. – Salzburgi Rupert, püspök, hittérítő
- július 3. – Tang Csung-cung, kínai császár
- július 21. – Vej császárné, Tang Csung-cung felesége
- július 21. – Sangkuan Van-er, kínai költőnő, udvaronc
- Al-Ahtal al-Taglibi, arab költő
- Kakinomoto no Hitomaro, japán költő
- Witiza, vizigót király

## Fordítás
- Ez a szócikk részben vagy egészben  a(z)   710 című angol Wikipédia-szócikk ezen változatának fordításán alapul.  Az eredeti cikk szerkesztőit annak laptörténete sorolja fel. Ez a jelzés csupán a megfogalmazás eredetét és a szerzői jogokat jelzi, nem szolgál a cikkben szereplő információk forrásmegjelöléseként.